# Heizlokomotive

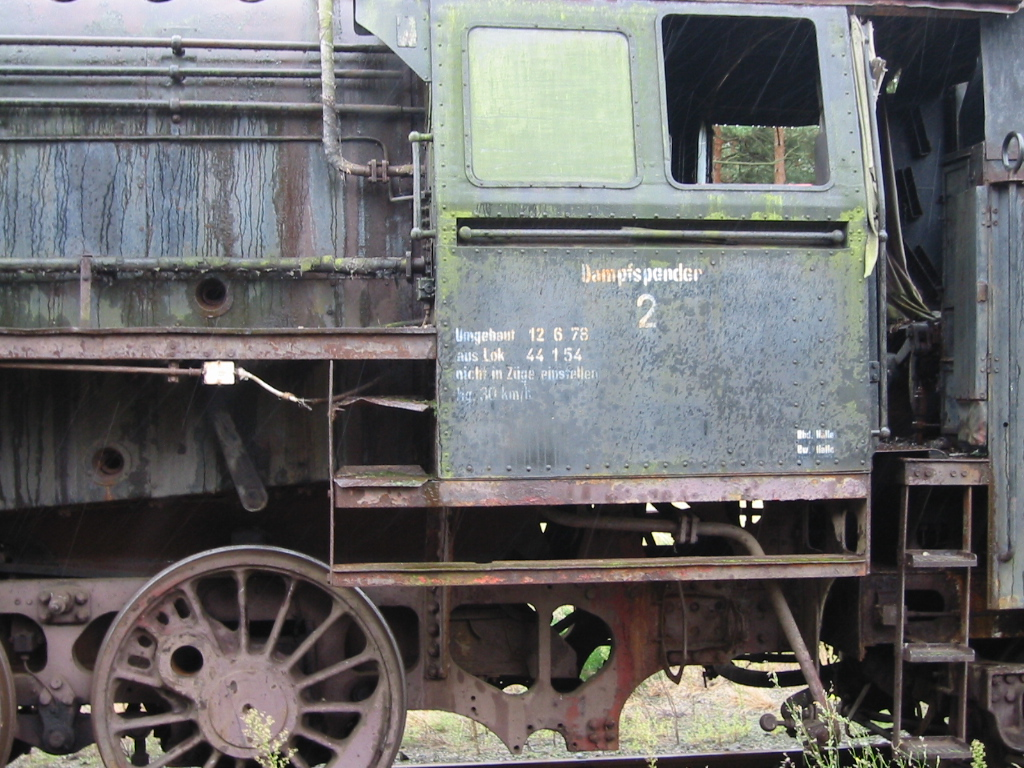
44 154 – die Aufschrift Dampfspender weist auf die ausschließliche Nutzung als Heizlok hin, die Lok wurde baulich vereinfacht (entfeinert)

Heizlokomotiven wurden im Winter genutzt, um Reisezugwagen mit Wärmeenergie zu versorgen. Die abgestellten Wagen kühlen im Winter schnell aus, insbesondere während der nächtlichen Betriebspause. Heizlokomotiven wurden zudem als Ersatz für stationäre Heizanlagen zur Beheizung von Gebäuden oder Weichen, teilweise abseits der Eisenbahn eingesetzt. Heizlokomotiven sind grundsätzlich zu unterscheiden von Heizwagen, die in Züge eingestellt wurden und während der Fahrt für Heizdampf sorgten.

## Dampflokomotiven
Früher wurde Dampf vom Kessel der Zuglok in die Heizungen der Wagen geführt, die keine eigene Energieerzeugung hatten. Um abgestellte Wagen vorzuheizen, hätte bereits einige Zeit vor dem Einsatz der Wagen eine Lokomotive angekuppelt werden müssen, die dem sonstigen Betrieb entzogen worden wäre. Für diesen Zweck wurden deshalb alte, teilweise nicht mehr im Streckendienst zugelassene Dampflokomotiven benutzt. Gleiches gilt für die Verwendung als Weichenheizung: Hier wurde Dampf vom Kessel der Lokomotive über Leitungen zu den Weichen geleitet, um das Einfrieren im Winter zu verhindern. Heizlokomotiven wurden zudem als Wärmelieferant verwendet, um die Räumlichkeiten der Bahnbetriebswerke (Bw) zu heizen, um warmes Wasser zu liefern oder Wohnungen / Fabriken mit Wärmeenergie zu versorgen.
Die DR-Sprachregelung für im Heizdienst verwendete Dampflokomotiven trifft die Unterschiede am besten:
- Heizlok:
  - voll betriebsfähige Lokomotive, die eingeschränkt für Zugleistungen eingesetzt wurde.

- pmH = provisorische mobile Heizanlage:
  - ausgemusterte Dampflokomotive, deren Kessel funktionsfähig erhalten wurde. Im Ausbesserungswerk (Aw) wurden sie für den Heizdienst mit entsprechenden Dampfentnahmeanschlüssen ausgerüstet. Diese Loks durften per Sondergenehmigung mit eigener Kraft zwischen Heizort und Bw zur Eigenversorgung fahren oder ihren Heizort wechseln. Viele DR-Traditionslokomotiven haben so „überlebt“. pmH wurden nahezu komplett an die Bw ausgeliefert. Ausgebaute Teile wurden mitgeliefert. Mit relativ geringem Aufwand wäre eine Wiederherstellung für den Betriebsdienst möglich gewesen. Es ist jedoch in keinem Fall erfolgt. Einige Lokomotiven der Baureihe 44 verloren im Raw Meiningen ihr komplettes Innentriebwerk, ohne die verbliebenen Teile an den Zweizylinderbetrieb anzupassen. Danach durften sie wegen des gestörten Masseausgleiches nur noch mit 60 km/h fahren, eine Anhängelast von 60 t befördern und waren durch den fehlenden dritten Auspuffschlag auch akustisch erkennbar.

- Dampfspender:
  - So wurden ortsfest aufgestellte, ausgemusterte Loks mit noch brauchbarem oder für den Zweck hergerichtetem Kessel bezeichnet. An diesen Lokomotiven wurde alles entfernt, was nicht zur Dampferzeugung notwendig war oder als Ersatzteil für andere Lokomotiven gebraucht werden konnte. So wurde das Triebwerk abgebaut (Zylinder, Treibstangen, Bremsen) und das Fahrwerk oft durch den Ausbau einzelner Achsen vereinfacht. Es diente nur dazu, den Kessel am Umfallen zu hindern. Die Achsen im Bereich der Feuerbüchse fehlten in einigen Fällen, um den seitlichen Zugriff auf den Aschekasten zu erleichtern. Mit ausgebauten Radsätzen ist eine solche Lokomotive allerdings nicht rollfähig. Rollfähige Dampfspender behielten das vollständige Laufwerk.

In den 1980er Jahren spezialisierte sich in der DDR das Raw Meiningen auf den Umbau von Lokomotiven zu Heizloks (Dampfspendern, provisorischen mobilen Heizanlagen) und stationären Heizanlagen, besonders bei den Baureihen 41, 44, 50 und 52.
War eine Dampflokomotive nur noch als Heizlok vorgesehen, wurde an ihr nur eine vereinfachte Revision durchgeführt. Bei vielen Lokomotiven wurde der Mischvorwärmer stillgelegt und durch eine zweite Strahlpumpe ersetzt. Auch bekamen nur die zum Heizen benötigten Baugruppen wie der Kessel eine vollwertige Untersuchung. Fotos von Heizloks zeigen, dass man häufig, um den Zug zu verbessern und den Rauch abzuleiten, mehr oder weniger provisorische, hohe Schornsteine auf den ursprünglichen Lokomotivschornstein aufsetzte. Bei rollfähigen Lokomotiven war diese Erhöhung offenbar meist auf einem Gestell montiert, unter dem die Lok herausgefahren bzw. -gezogen werden konnte.
Die ölgefeuerte Neubaulok 10 002 der Bundesbahn endete als Heizlok.

## Stationäre Zugvorheizanlage
Es wurden zudem feste Anlagen gebaut, die die Aufgaben der Heizloks übernahmen und die bereitgestellten Züge mit Dampf versorgten, ähnlich der heutigen elektrischen Zugvorheizanlage.
Vereinzelt überlebten die Loks in den Betriebswerken als Heizung, teilweise bis nach 1990.

## Liste ausgewählter Heizlokomotiven (Dampf)

### Deutsche Bundesbahn
- 50 1650 im Bw Friedrichshafen[3]
- 98 886 im Bw Schweinfurt[4]
- HL 114 (ex 38 3708) im Bw Limburg
- HL 507 (ex 57 1503) in Gießen[5]
- HL 2363 (ex 55 2971) im Bw Hanau[6]
- HL 6935 im Bw Heide (Holstein)[7]
- HL 8867 (ex 57 1171) in Gießen[5]
- HL 26326 (ex 50 1515) im Bw Hanau[6]

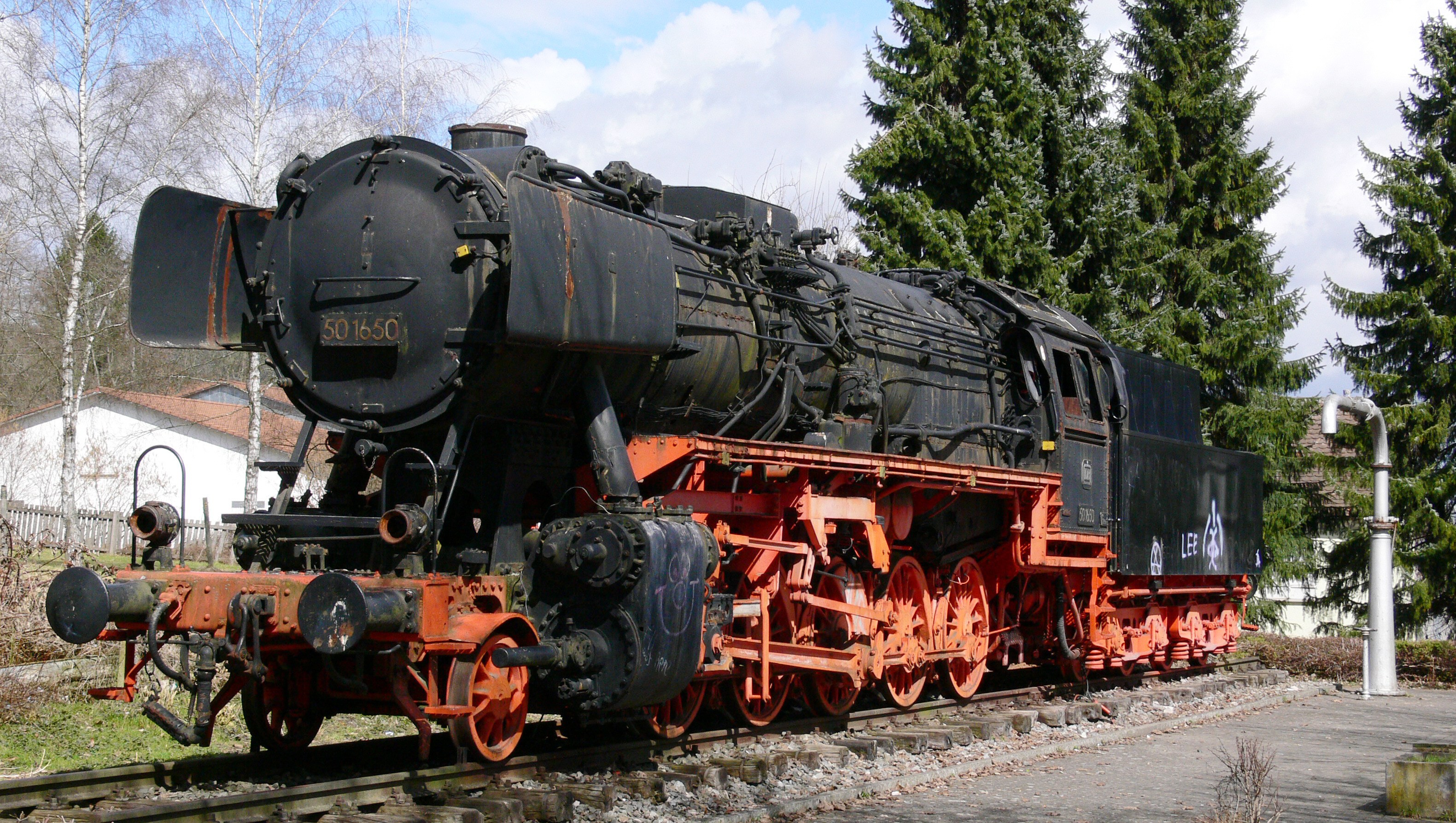
Die Reste der ehemaligen Heizlok 50 1650 in Aulendorf

- Heizkessel 2674 (ex 56 2168) im Bahnhof Helmstedt (ohne Zylinder und Treibstangen, nur rollfähig)[8]

### Deutsche Reichsbahn
- 38 1715 im Bw Dessau[9]
- 44 0059 als PmH 12 in Berlin-Pankow (Rückbau auf Kohlefeuerung, tlw fehlende Kuppelstangen)[10]
- 44 0235 als PmH 13 in Berlin-Pankow (Rückbau auf Kohlefeuerung, tlw fehlende Kuppelstangen)[10]
- 44 1256 im Bw Engelsdorf (1982 Rückbau auf Kohlefeuerung im Raw Meiningen für Heizlokeinsatz)[11]
- 44 1378 in den Bw Nordhausen und Saalfeld[12][13]
- 44 1616 im Bahnhof Bautzen (1983 Rückbau auf Kohlefeuerung im Raw Meiningen)[14]
- 44 2196 im Bw Saalfeld[13]
- 44 2546 in Cottbus (1982 Rückbau auf Kohlefeuerung),[15] betriebsfähig beim Bayerischen Eisenbahnmuseum
- 50 0072 als Vorheizlok im Bahnhof Görlitz[16]
- 50 3518 im Bahnbetriebswerk Neubrandenburg als nHl[17]
- 50 3522 im Bahnbetriebswerk Pasewalk als nHl[17]
- 50 3536 im Bw Nossen[18]
- 50 3552 in Magdeburg
- 50 3648 im Bw Eberswalde[17]
- 50 3673 im Bahnbetriebswerk Chemnitz-Hilbersdorf ohne Treibstangen (nicht betriebsfähig)[19]
- 50 3688 in Dresden Hauptbahnhof[19]
- 50 3691 als nicht betriebsfähige Heizlok in der Einsatzstelle Wittstock/Dosse[20]
- 52 1662 in Nauen[21]
- 52 4966 im Bww Berlin-Lichtenberg[10]
- 52 8009 als nicht betriebsfähige Heizlok im Bahnbetriebswerk Chemnitz-Hilbersdorf[19]
- 52 8016 in der Lokwerkstatt Pethau[22]
- 52 8016 im Bahnbetriebswerk Chemnitz-Hilbersdorf[19]
- 52 8023 im Bahnbetriebswerk Berlin-Schöneweide[10]
- 52 8030 im Bahnbetriebswerk Pasewalk als nHl[17]
- 52 8046 Bahnbetriebswerk Kamenz[23]
- 52 8055 im Bahnbetriebswerk Berlin-Schöneweide (noch Umzeichnung auf neue EDV-Nummer 052 055-1)[2]
- 52 8060 im Bw Engelsdorf[11]
- 52 8066 in Nauen (nicht betriebsfähig, letzter Kuppelradsatz ausgebaut)[21]
- 52 8086 in Nauen[21]
- 52 8105 in Querfurt und Röblingen[24]
- 52 8119 in Dessau[25]
- 52 8132 im Bw Oebisfelde[26]
- 52 8177 im Bahnhof Berlin Wuhlheide[2]
- 65 1008 in verschiedenen Betriebswerken in Ostsachsen[23]
- 65 1057 in der Est Löbau
- 95 1016 im Bahnbetriebswerk Kamenz[27]
- 99 699 (Nachbau VI K) im VEB Möbelwerk Jöhstadt[28]

### Sonstige Bahnverwaltungen
- 53 7510 in Kopenhagen für die Kriegsmarine, danach bis 1959 für Danske Statsbaner in Korsør[29]
- DR 53 7547 in Korsør für die Kriegsmarine[29]

## Liste ausgewählter Dampflokomotiven als stationäre Heizanlagen

### Deutsche Bundesbahn
- 10 002 in Ludwigshafen am Rhein[30][31]
- Ord. Nr. 43 (ex 52 1955) in Augsburg (Kondenslok)[31]
- KatNr 475 (ex 52 1895) in Rosenheim (Kondenslok)[32]
- KatNr 476 (ex 52 1898) (Kondenslok)[32]
- KatNr 498 (ex 52 1919) in München Ost (Kondenslok)[31]
- Sbr 7008 (ex 39 162) in Homburg[31]
- Sbr 7009 (ex 18 602) in den Bw Saarbrücken und Trier (Umbau auf Ölfeuerung)[31]
- Heizkessel 28293 im Bw Goslar[33]

### Deutsche Reichsbahn

41 1303 im Bahnhof Röbel. Gut zu erkennen der zusätzliche Anschluss am Kessel. Die russischen Beschriftungen waren für einen Film

- 01 024 in der Einsatzstelle Staßfurt[19][34]
- 01 066 im VEB Waschmittelwerk Genthin in Nauen[34]
- 01 0510 in Greifswald[35]
- 01 0513 in Greifswald[35]
- 01 0517 in Greifswald[35]
- 01 0519 in Greifswald[35][17]
- 01 0533 in Pößneck[36]
- 03 2295 im Bw Leipzig-Süd[19]
- 22 064 Umbau zum Dampfspender 20 in Meiningen 1968
- 22 2295[37]
- 35 1021, ab 1977 Heizlok des VEB Lautex Zittau[22]
- 41 144 in einer sowjetischen Kaserne in Ravensbrück[38]
- 41 225 in einer sowjetischen Kaserne in Ravensbrück[38]
- 41 1303[37]
- 44 0059 in Berlin-Pankow (Rückbau auf Kohlefeuerung)[10]
- 44 154[37]
- 44 0233 für die Molkerei Naumburg (Saale)[39]
- 44 0235 in Berlin-Pankow (Rückbau auf Kohlefeuerung)[10]
- 44 198 im Werkzeugkombinat Schmalkalden 1970
- 44 394[37]
- 44 1280 in Röblingen[24]
- 44 1623 in Görlitz[16][37]
- 44 2394 in Görlitz[16]
- 44 2634 im Bw Wismar[20]
- 44 2725 im Bw Wismar[20]
- 50 3536[18]
- 50 3635 im Bw Angermünde[17]
- 50 3672 im Bw Dresden-Altstadt[19]
- DR 50 4072 als Dampfspender im Sanatorium Heiligendamm[20]
- 52 1414 in Greifswald[40]
- 52 2202 bis 1988 Heizlok des VEB Oberlausitzer Textilbetriebe (Werk Spitzkunnersdorf)[22]
- 52 6183 in Greifswald[40]
- 52 8028 in Röblingen[24]
- 52 8042 im Bw Wustermark[41]
- 52 8044 in Röblingen[24]
- 52 8045 in Röblingen[24]
- 52 8070 im Wollwerk Peitz (nicht betriebsfähig, rechtes Rad des 5. Kuppelradsatzes und Teile der Steuerung entfernt) Besonderheit: Letzte Heizlok, die noch immer am Ort ihres letzten Heizeinsatzes steht! Heizlok des VEB Peitzer Wollwerke von 1981 bis 1988
- 52 8189 im Bahnhof Brandenburg an der Havel[42]
- 58 1616 in Röblingen[24]
- 65 1002 in Giersleben[43]
- 65 1070 im Dachpappenwerk Staßfurt[19]
- 86 313 in Greifswald[40]
- 86 1035 in der Weinkelterei Klötze[26]